# Deus Ex
『Deus Ex』（デウスエクス）は、緻密に設定されたサイバーパンクの世界観をベースに、ロールプレイングゲームとファーストパーソン・シューティングゲームという2つのジャンルを融合したゲーム作品。製作総指揮はウォーレン・スペクター（Warren Spector）。作者は過去にもSystem Shockシリーズや『Ultima Underworld』（ウルティマシリーズで、初の3D表示のCRPG）などの開発に携わっており、欧米のゲーム開発者としては著名な人物である。このゲームの名前の由来はデウス・エクス・マキナからきており、これは、科学技術によって強化された主人公が、最終的にゲーム内世界にもたらす決定的な影響力を暗に表している。
本作は40以上のメディアから ゲーム・オブ・ザ・イヤーを受賞し、現在でもFPSとRPGを融合させたジャンルの初期の傑作として認知されている。
- シリーズ
  - Deus Ex (PC/Mac)
    - Deus Ex: Game of the Year Edition (PC)
    - Deus Ex: The Conspiracy (PS2)
    - Deus Ex: Revision (Steam)

  - Deus Ex: Invisible War (PC/XBOX）
  - Project Snowblind（PS2/XBOX/PC)
  - デウスエクス (PC/PS3/XBOX 360/Mac)
    - Deus Ex: The Missing Link
    - Deus Ex: Human Revolution - Ultimate Edition
    - Deus Ex: Human Revolution - Director's Cut

  - Deus Ex: The Fall
  - デウスエクス マンカインド・ディバイデッド (PC/PS4/XBOX One/Mac)
  - Deus Ex GO

## 概要
このゲームの時代設定は西暦2052年であり、映画『ブレードランナー』に近い暗く荒廃した未来像を描いている。ナノテクノロジーやAIのような高度な科学技術が現実となっている一方で、貧困層の拡大による地域の荒廃が深刻化し、力をつけすぎた企業は国家と比肩する程の影響力を持つようになっている。高度な電子化によって社会の管理・統制も進んできている。更にゲーム開始時点では致死性の高い謎のウイルス、グレイ・デスが世界的に蔓延し、その苦しみから一時的に解放される抗生物質は裕福な階級の人々しか手に入れることが出来ず、貧困層の人々はただ死を待つ身となっている。そんな中、テロ組織NSFが自由の女神像爆破や抗生物質強奪といった事件を引き起こし、それらに対抗すべくテロ対策部隊“UNATCO”が結成される。プレイヤーは最新のサイボーグ技術である「ナノ・オーグメンテーション」によって強化されたUNATCOの新鋭エージェント、“J.C. Denton”として事件の解決へと赴く。
主人公の決断によってゲーム内での人物の運命や組織の力関係、果ては世界情勢などが大きく変動するというRPG的な側面と、課せられたミッションに対するアプローチの自由というゲームプレイ面での戦術性の豊かさがこのゲームの特徴である。
特に与えられたミッションをいかにして解決するかはプレイヤーの意思に任されており、敵を皆殺しにして目的を達成することもできるし、ハッキングやクロークといった手法を駆使することで敵の同士討ちを誘発したり、あるいは昏倒させて誰も殺さずに密かに潜入してミッションを解決するという方法も取れる。こうしたプレイスタイルは単純なミッションの解法というレベルにとどまらず、主人公を取り巻くNPCの細かい反応や、果てはその生死如何といったストーリーの根幹部分にも反映されることになる。例えば、敵を皆殺しにすればミッション終了後に穏健なNPCから咎められ、次回のミッションで弾薬を支給してもらえなかったりする（この場合逆に強硬な手段を好むNPCからは賞賛される）。また、人質をとっているテロリストを相手にするミッションでは、密かに敵陣地に潜入し人質を無事救出できれば上司からボーナスを支給されたりする。ステルスに徹することで所謂ボス格のNPCとの戦闘自体を回避することもできるし（その場合NPCは後で再び登場する）、逆に多勢で攻めてくる敵を相手に逃げずに正面から戦うことで重要なNPCの命を救うことができたりもする。FPSの要素を含んでいながら、ゲーム中に登場する敵で殺さなければ先に進めないという相手は1名だけである。
ゲーム開始直後、初期状態でのキャラクターの能力は著しく低く、最初から一般的なFPSのような感覚で容易に敵を倒していけるようなシステムにはなっていない。銃は狙い通りの箇所に当てることすら難しく、敵2人と正面きって戦えばあっさり殺されてしまうようなバランスになっている（このため序盤は非常に難しく、キャラクターの強化が進み、スキルの使い方や立ち居振る舞いにも慣れてくる後半ほど簡単になっていくという独特の難易度カーブになっている）。プレイヤーが思い通りの戦術を実現するためには、それにあわせてキャラクターを強化してゆく必要がある。キャラクターの能力の強化は、与えられたミッションをクリアして経験値を稼ぎ、それを任意のスキル（各種道具の扱いや身体的機能）に割り振って向上させたり、Augmentation Canisterと呼ばれる、ナノテクノロジーを駆使して作られた身体機能を強化するカプセルを適用することで可能となる。ステルス行動重視のキャラクターや攻撃重視のキャラクターなど、育て方次第で様々なキャラクターを作ることができ、それによってミッションの攻略も全く異なる方法を取れるためにリプレイ性は高い。
ゲーム内容に関しては架空の話で構成されてはいるものの、実際に起こった事件や過去に存在した人物・団体（ロズウェル事件やエリア51、テンプル騎士団など）に加え、現実の陰謀論者を中心に存在が主張される組織（イルミナティやMJ-12）をモチーフとしている。
発売当初から海外で人気を博し、2001年2月9日にはEidosの日本支社がローカライズした日本語版（『デウスエクス』）も発売された。これはゲーム内の全てのテキストが日本語化されており、現在のゲームのローカライズの基準から見ても大変高水準なものであった。しかし日本では当時からゲームのプラットフォームとしてコンソールが主体であったこともあり、大きく評価されるには至らなかった。さらに近年ではEidosの日本支社自体も消滅し、現在日本語版を手に入れるのは非常に困難である。
このゲームは通常版の他、Game of the Year 受賞後に発売された『GOTY Edition』というものが存在する。これは、最新パッチをあてた状態の通常のゲームの他に多人数対戦モードを搭載し、サウンドトラックCDが付いて安価なものである。また、発売当初はWindows版のみであったが、その後Mac OS や PlayStation 2（『Deus Ex:Conspiracy』）などにも移植された。しかしながらPlayStation 2においては家庭用ゲーム機におけるメモリ制限のためいくつかのミッションが削除・短縮された。PlayStation 2版においては1人称視点と3人称視点が切り替えられる。
続編として『Deus Ex: Invisible War』（2003年）と『Project Snowblind』（2005年）が発売されている。2011年にはその続編である『Deus Ex: Human Revolution』がアイドスのモントリオール支社で開発され、日本ではスクウェア・エニックスにより『デウスエクス』として発売されている。

## マルチプレイ
マルチプレイは通常のデスマッチの他にチーム戦、ベース戦(基地に分かれて戦うもの)などがある。
- 従来のアイテムは健在だが、若干仕様が変わっている。デフォルトの場合、LockPickやMultiToolは一回で解除可能だが、解除時間が長く、また一回使ったら死んで復活するまで手に入らない。Medikitも一回使ったら終わり。また武器に関しても、レベル3並までスキルが上げられているようになっている。ただし重火器のスキルのレベルは1の模様。
- 持てる武器は最大3つまで。従来のスロットの概念は関係なく、たとえスロットをあまり消費しないようなピストル系の武器だけを取っても3つまでとなっている。重火器系の武器を3つ持つことも可能だが、戦闘は大幅に不利になる（移動速度が遅く、攻撃を当てにくいものが多いため）。
- それぞれの武器はマップによって入手方法が変わるが、大抵のマップでは壁に掛けられた状態で一箇所に置いてある。また弾薬がフルに入っているので、現在所持している武器を捨てて、同じ武器をもう一度入手して弾薬補給することも可能（その場合、古い武器は消える）。弾薬はマップ内の弾薬箱から補給する。一回の補給で1マガジン分の補給が可能。ただし従来のものより所持弾薬数が大幅に制限されているので、補給率も低い。
- ベース戦に関しては、自分の基地に添えつけてある自動砲台が敵を攻撃してくれたり、またMultiToolで敵の警備装置を解除したりも出来る。ただし一定時間でリセットされる。またGrenade系の武器で自分の基地を守ったりも出来る。また一部のマップではMedical BotやElectric Botなどが用意されているが、大概はLockPickやMultiToolで解除して使う仕様になっている。これらのBotは殆ど採用されないことが多い。
- オーグメンテーションに関してはサーバによって異なる。大体は使えない場合が多い。逆にEnergy Shieldが最初から効果が付いているという場合もある。

## 登場人物
J.C. Denton
声 - ジェイ・アンソニー・フランケ
主人公。国連の反テロリスト組織“UNATCO”に所属しているエージェント。“J.C. Denton”という名前はコードネームであり、本名は自分で決められる。肉体と機械が細胞レベルで融合するサイボーグ技術「ナノ・オーグメンテーション」が施されており、身体の至るところに特殊な機能を発動させる装置が備え付けてある。頭脳明晰で、プレイヤーの選択によって思いやり深くも冷血漢にもなりうるが、表面的には感情をあらわすことは滅多になく、一匹狼的な性格をしている。彼の視覚情報はリアルタイムでオペレーターに転送される。両親は交通事故により死去したと聞かされている。ファーストネームの「J.C.」はJesus Christを意味する。
Paul Denton
声 - ジェイ・アンソニー・フランケ
J.C.の兄で、同じくUNATCOに所属するエージェント。容姿は髭を生やしていることを除けばサングラスを外した弟と瓜二つだが、性格は大きく異なり温和で情熱的。J.C.と同様にナノ・オーグメンテーションが施されたサイボーグであり、エージェントとして極めて優秀。しかしテロリストが相手でも殺すことを極端に嫌うため、UNATCO内部での評価は二分している。
Bob Page
声 - クリフ・スティーブンス
ナノテクノロジーにおける優れた知識を持つ科学者。初期にJ.C.の訓練にも協力をしてくれる。 表向きには世界一の資産家、慈善家として知られる。トマス・アクィナスを崇拝している。
Walton Simons
声 - トム・ホール
FEMAの長官。J.C.やPaulよりも新しいファームウェアのナノ・オーグメンテーションを施されている。捕らえたテロリストを尋問と称して躊躇いなく銃殺するなど、性格は極めて冷酷。目的の為には手段を選ばない生粋のマキャベリアンであり、部下の忠誠は恐怖で掌握している。
Alex Jacobson
声 - リチャード・ゴーベール
UNATCOの電子機器の総合的管理担当。またハッキングなどの敵の機密情報を探る技も持っている。J.C.が見ている光景を常時監視しており、状況に応じて指示をしてくれる。
Joseph Manderley
声 - ジョン・ウィリアム・ガルト
UNATCOの長官。FEMAの長官、Walton Simonsに任命されて今の立場にある。強圧的なSimonsのことはあまり良く思っていない。
Gunther Hermann
声 - ジェフ・グロテボアー
ドイツ人のUNATCOのエージェントで、ナノ・オーグメテーションよりも古い、人体の部位を機械に置き換えるサイボーグ技術「メカニカル・オーグメンテーション」を施されている。性格は暴力的で無慈悲であり、殺すと決めた相手は執拗に追い回す。重火器系の武器を常に携帯している。常人を超える戦闘能力を持つ一方で自分が旧式のサイボーグであることを自覚しており、やがて自分の立ち位置がナノ・オーグメンテーションを施されたエージェントたちに置き換えられることを恐れている。
Anna Navarre
声 - キャロリン・マコーミック
UNATCOに所属するイスラエル人の女性エージェントで、Guntherと同じくメカニカル・オーグメンテーションを施されたサイボーグ。強いロシア訛りのある英語を話す。性格はサディスティックで、敵がたとえ戦意喪失していても躊躇いもなくその場で撃ち殺す。武器はAssault Rifleを使用し、射撃は正確。ナノ・オーグメンテーションの力に対して疑わしく思っているが、Guntherほど偏見が強いわけではない。
Jock
声 - ジョン・ウィリアム・ガルト
UNATCOに所属するステルスヘリコプターの操縦士。元はエリア51で働いていたらしい。バーでJ.C.と知り合って以後、行動を共にするようになる。香港在住。
Sam Carter
声 - ショーン・ヘニガン
UNATCOの倉庫の管理を担当。元は軍人で将軍だったこともある人物だが、家族がNSFに殺されたことがきっかけでUNATCOに加わった。厳格な性格だが、J.C.には必要なものを供給するなど何かと協力をしてくれる。家族が殺されたことで暴力を嫌うようになり、軍事行動に重きを置く現在のUNATCOを好ましく思っていない。
Jaime Reyes
声 - ショーン・ヘニガン
UNATCOの医療担当で、外科医。オーグメンテーションが施されたサイボーグの身体の構造にも詳しい。性格は温厚で、Samと同じくJ.C.に何かと協力をしてくれる。

## 武器一覧
（）内の数字はスロット消費数。スロットは全部で30（縦6×横5）。弾等は別に格納される。

### Weapons:Low-Tech
Knife（1x1）
近距離用の武器。後ろから首周りを狙うと一撃で敵を倒せる。またスキルを4まで上げると後ろからであればどこを狙っても一撃で倒せ、オブジェクトも容易に破壊することが出来るようになる。ただし攻撃範囲は狭く、正面からの攻撃は殆ど効かない。
Crowbar（1x2）バール。Knifeと性能は同じ。ただし攻撃範囲は若干広がっている。
Riot Control Baton（1x1）これは敵を殺すのではなく、敵を気絶させる武器。レベルが低いと一発では気絶させられないが、上げるとEnergy Shieldを張る敵や、Man or Woman in Black、モンスター以外は全て一発で気絶させることが出来る。ただし後ろから狙うのが必須。音を立てずに倒すことが出来るので敵に気づかれにくいが、攻撃範囲はナイフ同様狭くまた振りも遅い。
Riot Prod（1x1）Riot Control Batonの強化版。使うにはProd Chargerのバッテリーを使用する。当て方が悪く一発で仕留められなくても相手の動きを封じることが出来る。また攻撃対象も大幅に増え、スキルが4の場合、後ろから狙えばオーグメンテーションを使う敵やモンスター、Bot以外はこれで倒せる。Riot Control Baton同様、敵を気絶させた場合音が立たないため他の敵が警戒しづらい。40発まで所持可能で、連続使用は4回まで。4回使うと充電に入る。なお、これとRiot Control Batonは頭より腰付近を狙った方が気絶させやすい。
Sword（1x3）基本的にKnifeやCrowbarと同じだが、攻撃範囲は広がり攻撃力も高くなっており、破壊出来るオブジェクトも多い。ただし振りは遅い。香港以降手に入る。
Dragon's Tooth Sword（1x4）「龍牙」と名付けられた、ナノテクノロジーを駆使して製造された剣。近距離用の武器では最大の威力を誇り、人間ならどこを狙っても一撃で倒せ、レベルを上げるとBotや一部のモンスター以外の敵なら一発で絶命、もしくは武器を落とさせることが出来る。また常に発光しているため、敵に気づかれずに暗い場所を照らすことが出来、一部のドアや引き出しも破壊出来るので戦闘時以外も役に立つ。これとレベル4のWeapon Lowtechとレベル3以上のCombat Strengthを使用すれば、ミッション進行に関わるようなごく一部の扉及び蓋や耐久力無限のもの以外のオブジェクトは殆ど破壊可能になり、監視カメラや固定砲台さえも破壊可能になる。日本語版に関してはCombat Strengthを使わず、またスキルを上げなくても耐久力100以下のオブジェクトの破壊が可能で、Bot以外の敵は一撃で倒せる。
Pepper Gun（1x1）Pepper Cartを消費して使用する、目潰し武器。敵に吹きかけると、敵は痛そうに叫びながら暫く目を擦り、数秒間行動不能になる。効果範囲は狭く、また持続時間も短いうえ、敵が呻き声を上げるので仲間が寄ってきてしまう。最大400発まで所持可能で、1カートリッジにつき100まで。使い切るとリロードに入る。
Throwing Knives（1x1）近距離武器の中で、唯一遠距離攻撃が出来る武器。投げるとき音がしなく、連射が出来、攻撃力もそこそこ高く、また照準も常に定まっているので扱いやすいが、あまり手に入らない。壁など動かせないものに刺さると、そこに常駐するので回収することが出来る。25本まで所持可能。

### Weapons:Pistol
スロットは全て1x1固定。
Pistol10mm弾を使用するピストルで、攻撃力は部位によって大きく変わる。レベルが低いと飛距離が狭く、照準が定まりにくく、しかも撃った後に強烈な反動が来る。ただし頭を狙うと大概一、二発で死ぬので、レベルが低くても頼りになる武器。レベルを上げスコープやレーザーサイトを取り付ければ、簡易スナイパーライフルとしても使用出来る。ただしSilencer modは取り付けることが出来ない。これはStealth Pistolが存在するためだと思われる。最大弾薬数は150発で、初期のマガジン格納数は6。
Stealth PistolPistolと弾を共有し、サイレンサーがあらかじめ取り付けられている。装填数や連射速度、一秒あたりの攻撃力はPistolに勝るが、命中率、一発あたりの攻撃力は劣る。レベルを上げてスコープなどを取り付ければ、音がしないスナイパーライフルとして使える。初期のマガジン格納数は10。
Mini-Crossbow手の甲に装備するボウガンで、撃つとき音がしない。三種類の矢を使い分けることが出来る。一つ目はTranquilizer Dartで、エナジーシールドを張る敵以外の生物系の敵を気絶させることが出来る効果を持つ。二つ目はDartで、普通の矢。頭などを狙うと大概の敵は倒せる。ただし妙な判定があり、こめかみ辺りを狙うのがコツ。三つ目はFlare Dartで、壁などに刺さると暫くの間発光する。他の二つの矢と比べて入手しにくい。どの矢においても、壁などに刺さった場合は回収することが出来、勿論効果を持つ矢の効力は消えない。ステルス行動で行く際は重宝するであろう武器。それぞれの矢の最大弾薬数は60発で、マガジン格納数は4。
PS20小型のプラズマを射出する銃。一度使うと使えなくなる使い捨て武器。攻撃力はPlasma Rifleに劣るものの、照準が安定しているので移動しながら使うことも可能。また、スキルのレベルが高いと一撃必殺も狙えるようになる。Plasma Rifle同様、オブジェクトに当てれば燃えるが、Bot系の敵やEnergy Shieldを張る敵に対しては効果が薄い。

### Weapons:Rifle
Sniper Rifle（1x4）30-06弾（7.62x63mm）を使用するスナイパーライフル。レベルが低いと威力こそ高いものの、スコープを覗いた時に激しく視界が揺れる。レベルが低い内は通常のライフルとして使用すればかなり強力な武器になりうる。レベル3辺りからスコープが実用的になり、レベル4で安定した照準による一撃必殺の武器になり、監視カメラまでも破壊することが出来る。ただし撃つときに凄まじい発射音を立てる（サイレンサーの取り付けは可能）。最大弾薬数は96発で、初期のマガジン格納数は6。
Assault Rifle（2x2）7.62×51mm NATO弾を使用するアサルトライフル。レベルが低いと銃口が反動で上に極端に上がるが、レベル3で安定する。また弾の消費量が早く、これを所有している敵が多いにもかかわらず、敵とマガジン内の弾薬を共有するので弾をあまり回収出来ない。サイレンサーを取り付けると薬莢がプラスチック製になり、落ちたときの音がしなくなる。この武器には20mmHE弾を使用するグレネードランチャーが付属しており、弾の切り替えによって使用可能になる。このグレネードランチャーは攻撃力が高く、また高速で飛ぶのでかなり使い勝手はいいが、弾があまり手に入らず、また近接した状態で使用すると自爆する。銃弾は300発まで所持可能で、初期のマガジン格納数はライフル弾・グレネード共に30。
Sawed-off Shotgun（1x3）ポンプアクション短銃身ショットガンで、弾はBuck Shot ShellとSabot Shellを使い分ける。Buck Shot Shellは有機物系の敵に、Sabot ShellはBot系の敵や設置型警備装置に効果を発揮する。レベルが低いと飛礫が極端にばらけて飛ぶ。レベル3まで上げればようやくまとまるが、射程距離は一貫して短い。次の弾を撃つまで多少の時間が掛かり、弾の装填も遅い。それぞれの弾は96発ずつ所持可能で、初期のマガジン格納数は4。
Assault Shotgun（2x2）一発あたりの攻撃力と命中率はSawed-off Shotgunに多少劣るものの、代わりに連射が効くショットガン。弾はSawed-off Shotgunと共有する。初期のマガジン格納数は12。

### Weapons:Heavy
LAW（Light-weight Anti-tank Weapon）（1x4）一発だけロケットを発射することの出来る、使い捨ての対戦車砲。全ての敵や破壊可能なオブジェクトに対して有効で、このゲームでは最も強力な武器。攻撃力や爆発の範囲がかなり広く、レベルに威力が左右されない。
GEP（Guided Explosive Projectile） Gun（2x4）追尾機能を搭載したロケットランチャー。敵に照準を暫く重ねることによりロックオンし、撃った後正確に敵の方へ飛んでいく。ロケットの攻撃力は、表記上は全武器中最大の攻撃力を誇る。また、WP弾に切り替えることにより、白燐で着弾後周囲の敵を巻き込んで焼き尽くすことも出来る。ただしロケットの速度は遅く、再装填に時間が掛かる。弾はそれぞれ20発まで所持可能。ロケットの弾は1箱で4発分手に入る。WP弾はあまり手に入らない。
Plasma Rifle（2x4）緑色のプラズマ（プラスチックスラッジ）を電磁力で加速して発射する武器。12連射まで可能。プラズマは高速で飛び、攻撃力がかなり高く、尚且つ着弾地点が蒸発して熱によるダメージが与えられるので非常に強力だが、Bot系の敵やEnergy Shieldを張る敵に対してはかなり効果が薄れ、一切効かない敵もいる。また弾であるPlasma Clipはさほど手に入らない。破壊可能な物に当てると炎上する。Weapon Heavyのスキルによって威力が変わり、レベルが低いと弱い代わりに連射が早く3発散弾で攻撃出来、高いと単弾で連射はやや遅くなるものの、1発の威力が非常に高い。弾は84発まで所持可能で、初期のマガジン格納数は12。
Flame Thrower（2x4）火炎放射器。敵に火をつけると暫く燃え続け、連続的にダメージを与える。照射して攻撃が出来る上、一度火を点けると消えるまで反撃をしてこないのでかなり実用的な武器。しかし射程距離は短く、リロードが全武器で一番遅く、1クリックでの燃料の消費が高い。またEnergy Shieldを張る敵やBot系の敵には効果が無い。400発まで所持可能で、燃料格納数は100。ModはReloadとRangeのみ適用できる。

### Weapons:Demolition
爆弾系の武器は全て投げたり、壁に仕掛けてセンサー発動として使うことが出来、それぞれ10個まで所持可能。スロットは全て1x1固定。
LAM（Light-weight Anti Munition）手榴弾。爆発物なので、全ての敵に対して有効で尚且つ物の破壊にも使える。爆発の範囲が比較的広い。もし自分が敵のものに掛かると即死級のダメージを受ける。GEP GunやLAWを持ち歩かない場合は重宝する。
EMP（Electromagnetic Pulse） Grenade電磁パルスを放射し、Botの動きを止めたり、監視カメラや自動砲台の機能を一時的に停止させたり、可視センサーの機能を一時的に停止させることが出来る。ただし自分が効果範囲にいた場合、Bio Energyを削られる。ほぼオーグメンテーションのSpy Droneと同じ効果。レベルによってEMPの効果範囲や効力が極端に変わる。
Gas Grenade催涙ガスをばら撒き、敵味方関係無く人間の動きを一時的に封じる。その効果時間はスキルに比例し、レベルによってはかなりの時間動きを封じることも可能。ただし自分が効果範囲にいた場合、視界が悪くなるのと同時にダメージを受ける。日本語版では、呻き声は出るがガスに当たっても一切ダメージが入らないよう修正されているが、水中では英語版同様ダメージを受ける。よく仕掛けられているため、ゲーム全体でかなり多く手に入る。
Scramble Grenade発動すると青い光をばら撒き、効果範囲にいた敵のBotのコンピュータ内のデータのスクリプトを書き換え、暫くの間自分の味方につけることが出来る。レベルにより効果時間、効果範囲が広がる。Grenade系のアイテムで最も手に入りづらく、また売値も高価。

## アイテム一覧
括弧内の数字は所持可能な数。スロットは全て1x1固定。
Nano Key Ring通常の鍵の掛かった物を開ける際に使う。合鍵を手に入れられれば、Lockpickを消費をせずにこれで開けることが出来る。このアイテムや合鍵は別に格納され、スロットには影響しない。
Lockpick（20）通常の鍵の掛かった物を開ける際に使う。スキルのレベルによって開ける際に必要な数と使用速度が変わる。これを使って開けるものは、同時に破壊出来るものも多い。
Multitool（20）電子ロックで暗証番号が必要なドアを開ける際に使う。スキルのレベルによって開ける際に必要な数と使用速度が変わる。暗証番号などを既に知っている場合、ノートに記載されているのでこれを使う必要は無い。ただしゲームが進行するに従い、暗証番号が見つかりづらくなる。
Medkit（15）自分の怪我を治療する道具。Medicineスキルのレベルによって回復量が増大する。あまり手に入らない。Regenerationのオーグメンテーションを持っていない場合、貴重な回復手段となるが、逆に持っているのなら必要性がさほど無くなる。
Bio-Electric Energy Cell（30）自分のBio Energyを回復する道具。オーグメンテーションの力を利用することによりこのBio Energyを消費するので、それを回復させるのに使う。1個につき25パーセント回復する。
Flare（50）狼煙であり、辺りを照らす。敵の注意を引いたり、暗い場所を通ったりする際に使用。ただし煙幕が多く出るので、狭い場所では視界が見えにくくなる場合もある。
Soda、Wine、Forty、Liquor（10）飲み物は全て使用すると2ポイントだけライフを回復する。Soda以外は、飲むと視界が一定時間歪み、重ねて飲むと更に悪化する。
Candy Bar（15）食べると2ポイントだけライフを回復する。人との交渉の際に使用する場合もある。
Soy Food（10）食べると5ポイントだけライフを回復する。人との交渉の際に使用する場合もある。
Zyme（10）コカイン。使用すると視界が歪む。人との交渉の際に使用する。
Ambrosiaウイルス“Grey Death”の抗生物質。しかし体の新陳代謝によりすぐに効果が切れる。イベントで交渉に使う。
Ballistic Armor使用すると、一定時間銃弾によるダメージを軽減する。スキルのレベルによって効果時間、効力が上がる。
Hazmat Suit使用すると、一定時間悪環境下におけるダメージを軽減する。スキルのレベルによって効果時間、効力が上がる。
Rebreather使用すると、一定時間水中での潜水時間が延びる。スキルのレベルによって効果時間が伸びるが、レベル1でもかなりの持続時間がある。
Thermoptic Camo Suit使用すると、一定時間光学迷彩で姿を消し、人間やBotから身を隠す。スキルのレベルによって効果時間が延びるが、最大レベルでもあまり上がらない。また、熱感知センサー仕様の監視カメラや自動砲台は避けることが出来ない。
Fire Extinguisher使用すると消火剤を撒き火を消す。もし自分に火がついた場合、これを壁に吹きかけて自分にかかるようにすれば火を消すことが出来る。また、Pepper Gunのように敵に吹きかけることによって目潰しにも使える。ただし1回使うと無くなる。
Weapon Modification（Accuracy）銃に適用することにより、その銃の命中率を上げる（照準の広がりが狭まる）。Weapon ModificationはScope、Silencer、Laser Sight以外それぞれ5個まで適用可能。
Weapon Modification（Range）銃に適用することにより、その銃の弾の飛距離を伸ばし、遠くを狙う際の照準の震えが小さくなる。
Weapon Modification（Recoil）銃に適用することにより、その銃の反動を抑える。
Weapon Modification（Clip）銃に適用することにより、その銃の最大装填数を10%（最低で1発分）上げる。
Weapon Modification（Reload）銃に適用することにより、その銃の弾の再装填の際の速度を上昇させる。
Weapon Modification（Silencer）銃に適用することにより、その銃の発射音を消す。敵を殺した場合叫び声を上げられるが、自分の居場所を特定されにくくなる。ただ、このWeapon ModificationはSniper RifleとAssault Rifleにしか適用出来ない。
Weapon Modification（Laser）銃に適用することにより、レーザーポインターを装着することが出来る。ただし、ショットガン全般やGEP Gun、Flame Throwerには適用不可。
Weapon Modification（Scope）銃に適用することにより、スコープを取り付けることが出来る。ただし、ライフル系統とFlame Throwerには適用不可（Sniper Rifleには最初から取り付けてある）。

## スキル一覧
レベルは所有する経験値によって上げる。それぞれのスキルの経験値の要求数は異なる。最大レベルは4。
Weapon Low-tech
- Knife
- Crowbar
- Sword
- Dragon's Tooth Sword
- Riot Control Baton
- Riot Prod
- Pepper Gun
- Throwing Knives

これらの威力、命中率を上げる他、Riot Control BatonとPepper Gunはリロード速度が上昇する。Riot ProdやRiot Control Batonを使用する際は、これを上げると絶大な効果を発揮する。逆にDragon's Tooth Swordは最初から威力が高いが、破壊できるオブジェクトは増えるようになる。
Weapon Pistol
- Pistol
- Stealth Pistol
- Mini Crossbow
- PS20

これらの攻撃力、命中率、リロード速度を上昇させ、反動を低下させる。ピストル系統中心に使う際に使うスキル。
Weapon Rifle
- Sniper Rifle
- Assault Rifle
- Sawed-off Shotgun
- Assault Shotgun

これらの攻撃力、命中率、飛距離、リロード速度を上昇させ、反動を低下させる。特に反動に関してはレベルによって顕著に変わり、またSniper Rifleのスコープが安定するのは重要。
Weapon Heavy
- LAW
- GEP Gun
- Plasma Rifle
- Flame Thrower

これらの攻撃力、命中率、飛距離、リロード速度、移動速度を上昇させ、反動を低下させる。特に移動速度は、レベル1では装備中に走ることが出来ず、レベル3でようやく走れるようになれる。Plasma Rifleはレベルによって威力が大きく変わるので、これを使う際はこのスキルを上げることが重要。ただし他の武器はレベル1でも火力がある。また、GEP Gunのみ、レベルが上がると照準を合わせてからロックオンするまでの時間が短縮される。
Weapon Demolition
このスキルを上げると、Grenade系の攻撃力や効果範囲、効果時間を上げるばかりでなく、敵が仕掛けた爆弾のセンサー反応時間を伸ばすことが出来る。ポイントの消費量も比較的低い。
Computer
監視カメラやドアの開閉を扱うコンピュータの使用を可能にする。ログインコードとパスワードを所有していれば、コンピュータにアクセス出来るが、それらはゲームの進行につれて見つかりにくくなる。しかしこのスキルを所有している場合、“Ice Breaker”というハッキングするメーターが現れ、それを使用することによってメーターの消えるまでの間ログインコードとパスワード無しでアクセスすることが可能になる。もしメーターが消えた場合、Bio Energyを全て消費し、アラームが鳴ってしまう。レベルを上げることでメーターが消える速度は遅くなり、自動砲台も操作可能になる。
Lockpicking
レベルによってLockpickの使用パーセンテージが10、25、40、75%と上がり、鍵を解除する時間も短くなる。ただし、スキルの中でも特にポイントを消費するのでレベル4まで上げるのは難しい。
Electronics
レベルによってMultitoolの使用パーセンテージが10、25、40、75%と上がり、電子ロックを解除する時間も短くなる。ただし、Lockpicking同様ポイントを大幅に消費するので、レベル4まで上げるのは難しい。
Environmental Training
- Ballistic Armor
- Hazmat Suit
- Rebreather
- Thermonic Camo Suit

これらアーマー系統の効果時間、効力を上げる。共通して、一度発動すると途中で止めることは出来ず、効果が切れるまで発動し続ける。
Medicine
Medkitの回復量を上げる。レベルによって30、60、75、90と上昇する。また、Greaselの毒攻撃やTranquilizer Dartによる攻撃の軽減もする。
Swimming
水中での潜水時間、移動速度を上昇させる。ゲーム中でも長く水中に居られる方法は他にもあるが、移動速度を上げられるのはこのスキルのみ。

## オーグメンテーション一覧
括弧内の数字は1分間におけるBio Energy消費量。Bio Energyの最大値は100。それぞれのオーグのレベルはUpgrade Canisterと呼ばれる道具を消費して上げる。最大レベルは4。
Infolink通信システムで、自分が見た光景を通信相手に見せたり、通信相手から話を聞くことが出来る。常に発動しており、Bio Energyは消費しない。
IFF敵か味方かを、照準の色で判断する。敵なら赤、味方なら緑、その他は白。また近づくと、その対象の名称が表示される。常に発動しており、Bio Energyは消費しない。
Light（10）発動中、ライトを照らす。レベルは1の固定。

### 脳
装着数は1つまで
Spy Drone（150）無人偵察機。発動後、小型の偵察機を飛ばす（その間は身動きが取れない）。飛ばしている間、攻撃をすると偵察衛星が自爆し、周囲に電磁パルスを発生させBotを停止させたり、監視カメラや自動砲台や可視センサーの機能を一時的に止めることが可能。ただし、自分が効果範囲にいた場合、Bio Energyを削られる。レベルを上げることにより移動速度と電磁パルスの効果範囲・効力を上昇させ、Bio Energyの消費量を下げる。
AGD（Aggressive Defense System）（10）攻性防衛システム。発動させている間、敵の爆発物をこちらに届く前に誤爆させる。レベルを上げることにより誤爆範囲は広がり、レベル4では約50フィート範囲内の敵全てが自爆する。多くの爆発物は致命的な攻撃力を持つため、正面から敵と戦う際に重宝する。ただロケットだけで攻撃してくる敵はほとんどいない。

### 目
装着数は1つまで
Targeting（40）照準。発動中、武器の命中率を上昇させ、照準を合わせた敵の詳細情報を表示する。レベルを上げることにより命中率が上がり、より詳細に敵の情報が表示される。また、ゲーム中には表記されていないが、武器のダメージもわずかに上昇させる。
Vision Enhancement（40）視力増強。発動中、赤外線効果により暗い場所が見えるようになる。ただし緑色。レベルを3まで上げると、壁を通して敵の位置などを確認できるようになる。レベル4で透視可能な距離が大幅に広がる。

### 腕
装着数は1つまで
Combat Strength（20）戦闘力強化。発動中、近距離系の武器の総合的な威力を上昇させる。レベル3辺りでDragon's Tooth Swordのみ、オブジェクトの破壊など環境に与える力を手に入れることが出来る。それ以外はWeapon Low Techのスキルでも補えるので、あまり必要は無い。
Microfibral Muscle（20）微小繊維筋。発動中、通常では持つことの出来ない重いものを持ち上げることが可能になる。レベルを上げることにより、より重いものを持ち上げられるようになり、バリケードなどを作ることも可能になる。

### 皮膚
装着数は2つまで
Ballistic Protection（60）弾道防御。発動中、近距離での攻撃や銃弾による攻撃のダメージを軽減する。レベルを上げることにより軽減率は上昇し、レベル4で65％軽減する。スナイパーライフルの攻撃で一撃必殺になるのを防げるのでかなり使える。
EMP Shield（10）EMP（電磁パルス）シールド。発動中、敵の攻撃や環境での電磁パルスによるBio Energyの消費を防ぐ。レベル4で65％軽減する。ただし電撃によるダメージは防げない。
Cloak（300）クローク。発動中、人間やモンスターから姿を見られなくなる。レベルを上げることにより、Bio Energyの消費量が減少する。
Rader Transparency８300）レーダー透過。発動中、Botや監視カメラ、センサー式自動砲台に気づかれないようになる。レベルを上げることにより、Bio Energyの消費量が減少する。

### 内臓
装着数は3つまで
Environmental Resistance（20）環境抵抗。発動中、持続的な毒攻撃（敵の吐く毒やトランキライザーの矢による筋弛緩剤の攻撃）や放射能、毒ガスやハザードガスにおけるダメージを軽減する。レベルを上げることによってその効果は増大し、レベル4であれば90%ものダメージを軽減する。ある敵が強力な放射能を身に纏っているので、それによるダメージを防げるので便利。またレベル4の場合、弱性の放射能におけるダメージが一切入らないようになる。
Aqualung（10）アクアラング。発動中、水中での酸素消費量が減少する。レベルを上げることにより、その効果は増大し、レベル4ではほぼ酸素の量を気にしなくて良い程までになる。ただし、長い間水中に潜るシチュエーションは、どのような分岐を辿ってもあまり多くは無い。
Regeneration（120）自動回復。発動中、1秒単位でライフを回復させる。レベルにより単位回復量は5、15、25、40と上がる。全回復すると自動的に切れるので、持続的に敵の攻撃を受けている場合、致命傷にもなりかねない場合もある。
Energy Shield（40）エネルギー抵抗。発動中、電撃・電磁パルスによるダメージ・プラズマ弾・火炎・爆発・蒸気におけるダメージを軽減する。レベルを上げることによりその効果は増大し、レベル4では最大90%ものダメージを防ぎ、火炎放射器やプラズマ弾はほぼ効果が無い。ただし、これらのダメージは高めなものの、それを受けるような場所や仕掛けてくる敵は滅多にいない。火炎放射器による持続的な攻撃を防げるのは便利。
Power Recirculator（10）動力再循環装置。発動中、他のオーグメンテーションにおけるBio Energyの消費量を軽減する。レベルを上げることにより、その軽減率が飛躍的に上昇する。
Synthetic Heart（100）人工心臓。発動中、他のオーグメンテーションのレベルを1上昇させる（最大でレベル4であり、レベル5にすることは出来ない）。このオーグメンテーションはレベル1で固定。

### 脚
装着数は1つまで
Speed Enhancement（40）スピードアップ。発動中、移動速度と跳躍力を上昇させ、高所から落下した際のダメージを軽減する。レベルを上げることによりその効果は上昇し、レベル4であれば誰も追いつけない速度と落下のダメージに対する驚異的な耐久力を得ることが出来る。
Run Silent（40）サイレント。発動中、足音を静かにする。レベル3で移動中に敵に気づかれなくなり、レベル4では落下時の音も消してくれる。暗殺や逃避の際に便利。尚、Botに足音を感知する能力は最初から無い。